# Teresita Quintela
Teresita Nicolasa Quintela (nacida el 26 de enero de 1950) es una Asistente Social y política argentina que fue Senadora Nacional por La Rioja. Anteriormente fue Senadora y Diputada Provincial. Es hermana de Ricardo Quintela, el ex intendente de la Ciudad de la Rioja y actual gobernador de la Provincia de la Rioja.
Quintela se recibió de trabajadora social en 1975 en la Universidad Nacional de Córdoba y obtuvo la licenciatura como tal en 1983. Posteriormente estudió Administración y Políticas Sociales en la Universidad de Mendoza en 1987.[cita requerida] Tras el regreso de la democracia ocupó diversos cargos administrativos relacionados con la asistencia social.
En 1995 Quintela fue concejal de la ciudad de La Rioja, cargo que dejó al poco tiempo para asumir como Ministra de Desarrollo Social provincial, cargo que ocupó hasta 1998. En 2001 fue electa a la legislatura provincial [cita requerida] y en 2005 fue electa al senado nacional. Durante su tiempo en el senado presidió la Comisión de Asuntos Municipales. En 2008, votó en contra de las retenciones móviles, lo que fue visto como una derrota para el gobierno de entonces.